# Olympische Sommerspiele 1948/Boxen
Bei den XIV. Olympischen Sommerspielen 1948 in London fanden acht Wettkämpfe im Boxen statt. Austragungsort war der Wembley Empire Pool (die heutige Wembley Arena) im Stadtteil Wembley.

## Bilanz

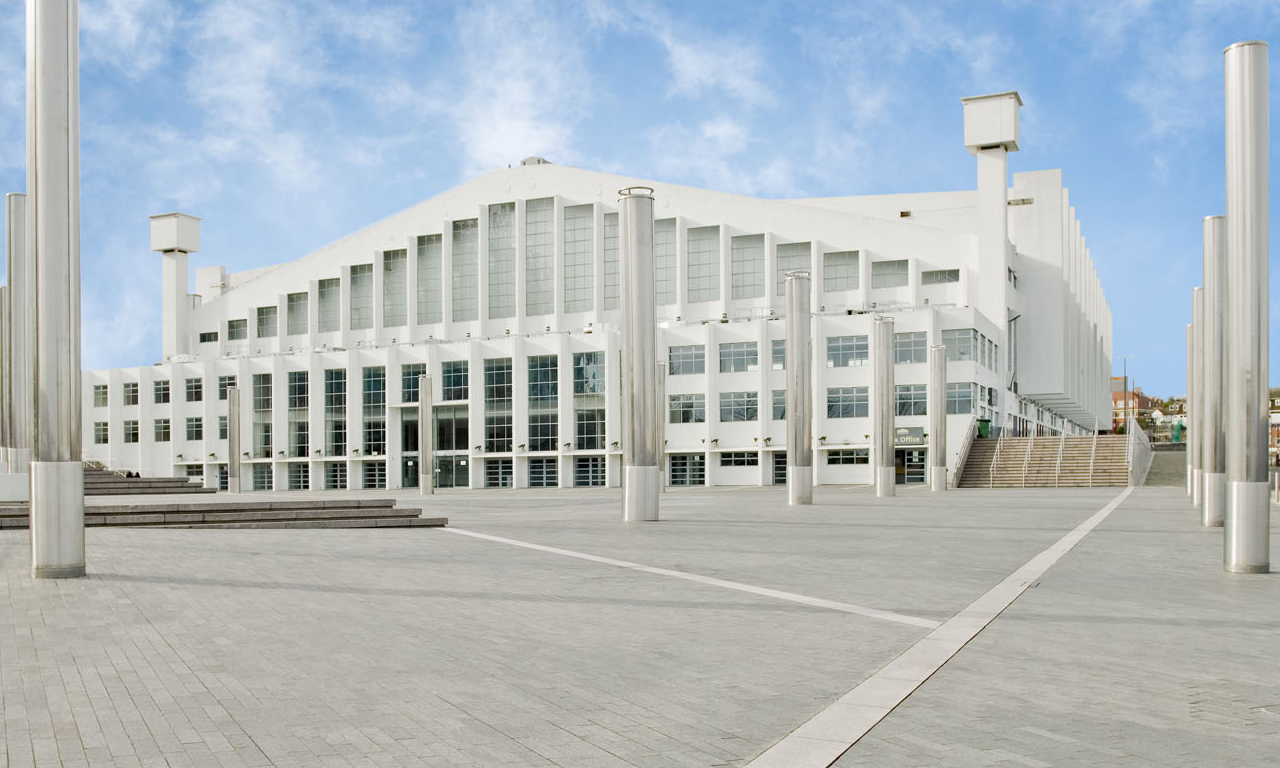
Empire Pool (Wembley Arena)

### Medaillenspiegel
| Platz | Land                  | Gold | Silber | Bronze | Gesamt |
| ----- | --------------------- | ---- | ------ | ------ | ------ |
| 1     | Südafrikanische Union | 2    | 1      | 1      | 4      |
| 2     | Argentinien           | 2    | –      | 1      | 3      |
| 3     | Ungarn                | 2    | –      | –      | 2      |
| 4     | Italien               | 1    | 2      | 2      | 5      |
| 5     | Tschechoslowakei      | 1    | –      | –      | 1      |
| 6     | Großbritannien        | –    | 2      | –      | 2      |
| 7     | Belgien               | –    | 1      | –      | 1      |
| 7     | Schweden              | –    | 1      | –      | 1      |
| 7     | Vereinigte Staaten    | –    | 1      | –      | 1      |
| 10    | Dänemark              | –    | –      | 1      | 1      |
| 10    | Polen                 | –    | –      | 1      | 1      |
| 10    | Puerto Rico           | –    | –      | 1      | 1      |
| 10    | Südkorea              | –    | –      | 1      | 1      |

### Medaillengewinner
| Konkurrenz        | Gold             | Silber              | Bronze               |
| ----------------- | ---------------- | ------------------- | -------------------- |
| Fliegengewicht    | Pascual Pérez    | Spartaco Bandinelli | Han Soo-an           |
| Bantamgewicht     | Tibor Csík       | Giovanni Zuddas     | Juan Venegas         |
| Federgewicht      | Ernesto Formenti | Dennis Shepherd     | Aleksy Antkiewicz    |
| Leichtgewicht     | Gerald Dreyer    | Joseph Vissers      | Svend Wad            |
| Weltergewicht     | Július Torma     | Horace Herring      | Alessandro D’Ottavio |
| Mittelgewicht     | László Papp      | John Wright         | Ivano Fontana        |
| Halbschwergewicht | George Hunter    | Don Scott           | Mauro Cía            |
| Schwergewicht     | Rafael Iglesias  | Gunnar Nilsson      | John Arthur          |

## Ergebnisse

### Fliegengewicht (bis 50,8 kg)

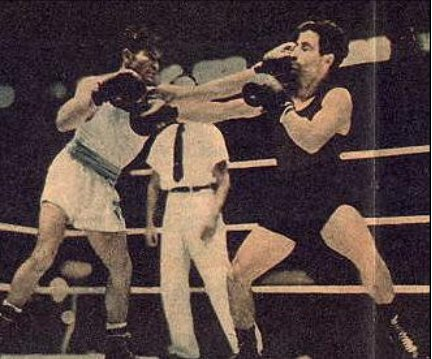
Finale Pérez gegen Bandinelli

| Platz | Land | Sportler            |
| ----- | ---- | ------------------- |
| 1     | ARG  | Pascual Pérez       |
| 2     | ITA  | Spartaco Bandinelli |
| 3     | KOR  | Han Soo-an          |
| 4     | TCH  | František Majdloch  |
| 5     | BEL  | Alex Bollaert       |
| 5     | NED  | Appie Corman        |
| 5     | ESP  | Luis Martínez       |
| 5     | USA  | Frankie Sodano      |
|       |      |                     |
| 17    | AUT  | Robert Gausterer    |

Datum: 7. bis 13. August 1948 

26 Teilnehmer aus 26 Ländern

### Bantamgewicht (bis 53,5 kg)
| Platz | Land | Sportler               |
| ----- | ---- | ---------------------- |
| 1     | HUN  | Tibor Csík             |
| 2     | ITA  | Giovanni Zuddas        |
| 3     | PUR  | Juan Venegas           |
| 4     | ESP  | Álvaro Vicente         |
| 5     | AUS  | Jimmy Carruthers       |
| 5     | CHI  | Celestino González     |
| 5     | IRL  | Willie Lenihan         |
| 5     | CEY  | Albert Perera          |
|       |      |                        |
| 17    | LUX  | Roger Behm             |
| 17    | AUT  | Hermann Mazurkiewitsch |

Datum: 7. bis 13. August 1948 

30 Teilnehmer aus 30 Ländern

### Federgewicht (bis 57,2 kg)
| Platz | Land | Sportler            |
| ----- | ---- | ------------------- |
| 1     | ITA  | Ernesto Formenti    |
| 2     | SAF  | Dennis Shepherd     |
| 3     | POL  | Aleksy Antkiewicz   |
| 4     | ARG  | Francisco Núñez     |
| 5     | USA  | Eddie Johnson       |
| 5     | AUT  | Eduard Kerschbaumer |
| 5     | CAN  | Armand Savoie       |
| 5     | KOR  | Seo Byeong-ran      |

Datum: 7. bis 13. August 1948 

30 Teilnehmer aus 30 Ländern

### Leichtgewicht (bis 61,2 kg)
| Platz | Land | Sportler        |
| ----- | ---- | --------------- |
| 1     | SAF  | Gerald Dreyer   |
| 2     | BEL  | Joseph Vissers  |
| 3     | DEN  | Svend Wad       |
| 4     | USA  | Wallace Smith   |
| 5     | NOR  | Øivind Breiby   |
| 5     | CAN  | Eddie Haddad    |
| 5     | IRL  | Maxie McCullagh |
| 5     | BRA  | Raúl Zumbano    |
| 9     | SUI  | Edy Schmidiger  |
|       |      |                 |
| 17    | LUX  | Franz Ehringer  |

Datum: 9. bis 13. August 1948 

28 Teilnehmer aus 28 Ländern

### Weltergewicht (bis 66,7 kg)
| Platz | Land | Sportler             |
| ----- | ---- | -------------------- |
| 1     | TCH  | Július Torma         |
| 2     | USA  | Horace Herring       |
| 3     | ITA  | Alessandro D’Ottavio |
| 4     | SAF  | Duggie Du Preez      |
| 5     | AUS  | Billy Boyce          |
| 5     | POL  | Zygmunt Chychła      |
| 5     | ESP  | Aurelio Díaz         |
| 5     | ARG  | Eladio Herrera       |
| 9     | LUX  | Léon Roller          |

Datum: 7. bis 13. August 1948 

26 Teilnehmer aus 26 Ländern

### Mittelgewicht (bis 72,6 kg)
| Platz | Land | Sportler            |
| ----- | ---- | ------------------- |
| 1     | HUN  | László Papp         |
| 2     | GBR  | John Wright         |
| 3     | ITA  | Ivano Fontana       |
| 4     | IRL  | Mick McKeon         |
| 5     | BEL  | Auguste Cavignac    |
| 5     | FRA  | Aimé-Joseph Escudie |
| 5     | URU  | Dogomar Martínez    |
| 5     | NED  | Jan Schubart        |
| 9     | LUX  | Jeannot Welter      |
|       |      |                     |
| 17    | SUI  | Hermann Schneider   |

Datum: 7. bis 13. August 1948 

25 Teilnehmer aus 25 Ländern

### Halbschwergewicht (bis 79,4 kg)

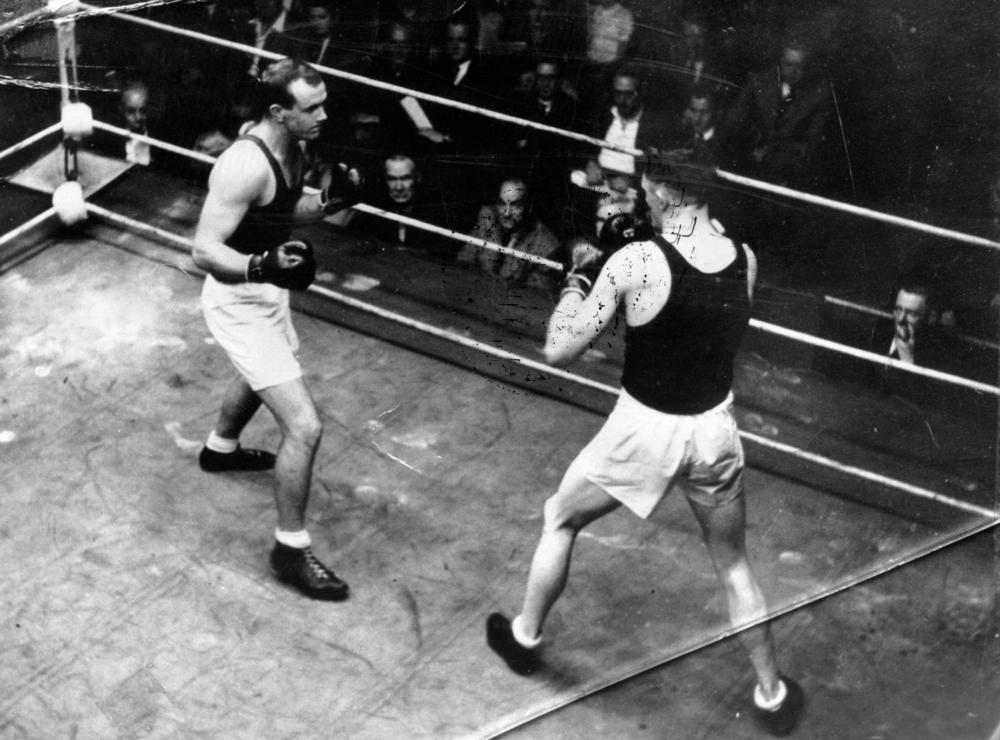
Der Australier Adrian Holmes (links) während eines Kampfes

| Platz | Land | Sportler           |
| ----- | ---- | ------------------ |
| 1     | SAF  | George Hunter      |
| 2     | GBR  | Don Scott          |
| 3     | ARG  | Mauro Cía          |
| 4     | AUS  | Adrian Holmes      |
| 5     | ITA  | Giacomo di Segni   |
| 5     | IRL  | Hugh O’Hagan       |
| 5     | FIN  | Harry Siljander    |
| 5     | POL  | Franciszek Szymura |
| 9     | SUI  | Hans Schwerzmann   |
|       |      |                    |
| 17    | AUT  | Otto Michtits      |

Datum: 9. bis 13. August 1948 

24 Teilnehmer aus 24 Ländern

### Schwergewicht (über 79,4 kg)
| Platz | Land | Sportler          |
| ----- | ---- | ----------------- |
| 1     | ARG  | Rafael Iglesias   |
| 2     | SWE  | Gunnar Nilsson    |
| 3     | SAF  | John Arthur       |
| 4     | SUI  | Hans Müller       |
| 5     | ITA  | Uber Baccilieri   |
| 5     | CAN  | Adam Faul         |
| 5     | GBR  | Jack Gardner      |
| 5     | USA  | Jay Lambert       |
| 9     | AUT  | Karl Ameisbichler |

Datum: 9. bis 13. August 1948 

17 Teilnehmer aus 17 Ländern